# Hüttenbrennen

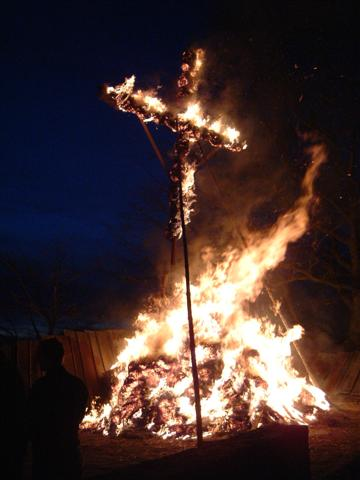
Hüttenbrennen auf der Prümerburg in Prümzurlay

Das Hüttenbrennen, teilweise auch als Burgbrennen oder Burgfeuer bezeichnet, ist ein althergebrachter Feuerbrauch in vielen Orten der Eifel. Er wird jedes Jahr an „Schafssonntag“ (Moselfränkisch: „Schoof-, Schoofs-, Schöf-, Schoaf-, Schaufs-, Scheifsunndich“ oder „Scheefsunndich“ [Scheef=Strohbund]), dem ersten Sonntag nach Fastnacht, auch „Funkensonntag“, begangen.

## Herkunft

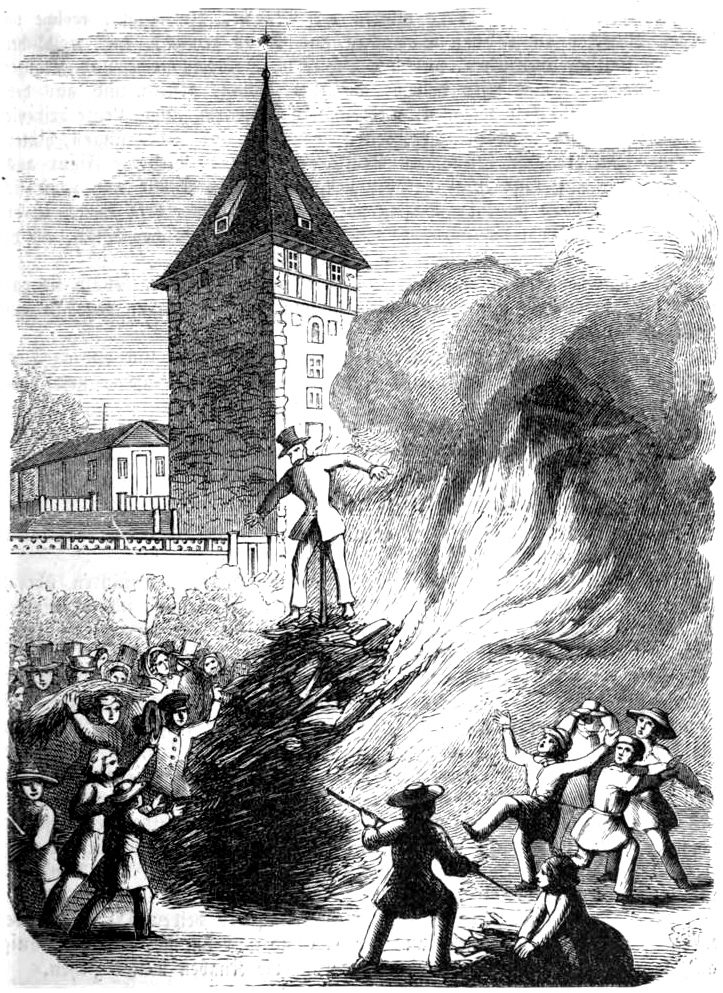
Das Winterverbrennen. Aus:Otto von Reinsberg-Düringsfeld, Das festliche Jahr in Sitten, Gebräuchen und Festen der germanischen Völker, Leipzig, 1863

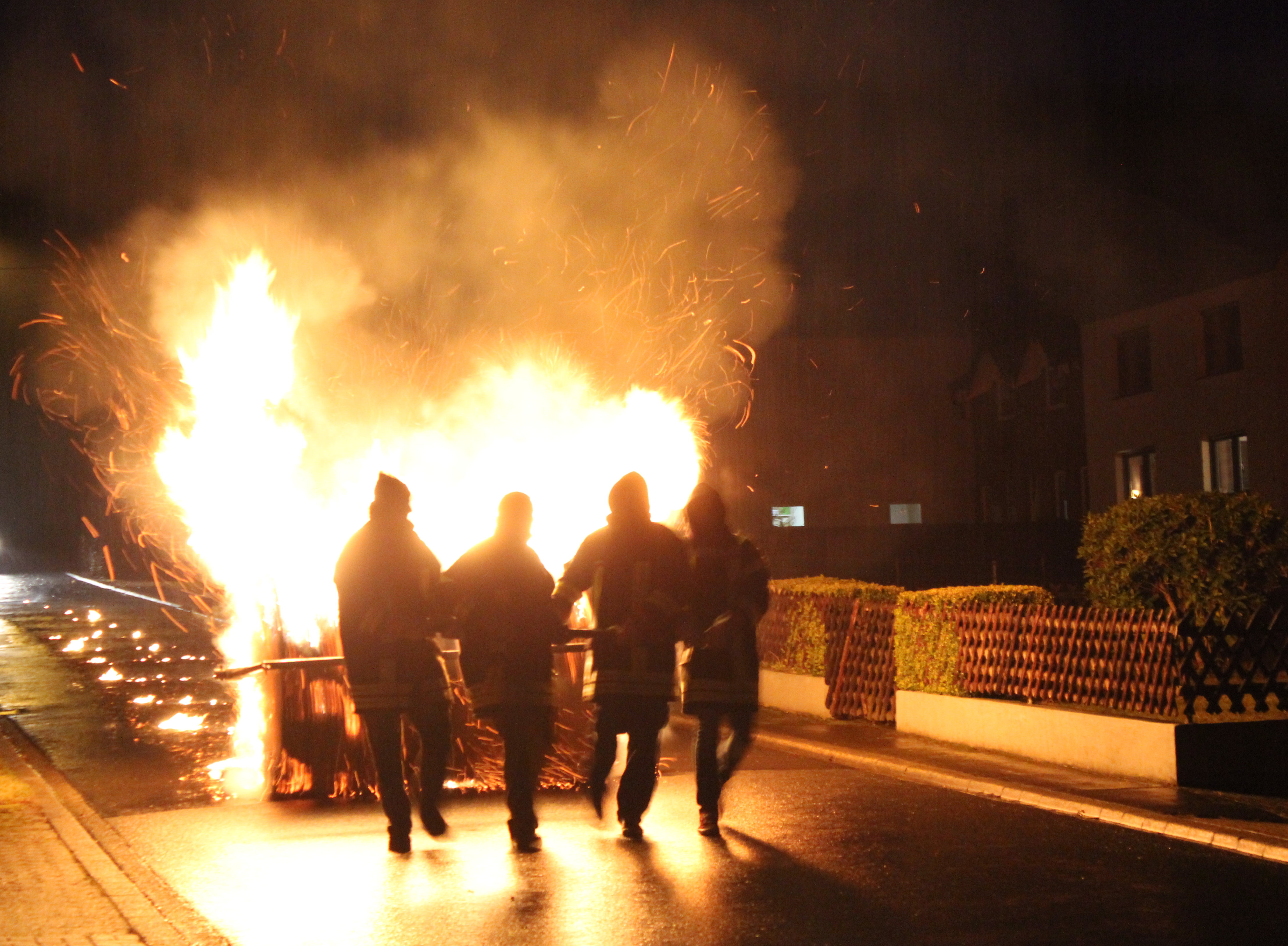
Steffeln (Eifel); brennendes Feuerrad

Der genaue Ursprung des Brauches ist unklar. Vermutlich handelt es sich um eine Adaption heidnischer Traditionen, wobei mit dem Feuer zur Zeit des Frühlingsanfangs symbolisch der „Winter verbrannt“ und ein guter Sommer heraufbeschworen werden soll. Für Carlshausen (Dekanat Neuerburg) verbot 1687 der Bischof den jungen Leuten, am ersten Fastensonntag Strohfeuer auf den Straßen anzuzünden und dabei allerlei abergläubische Segnungen vorzunehmen. Im Zuge der Christianisierung wurde schließlich der heidnische Brauch durch Einbringen des Kreuzes legalisiert. Der Verzehr der Eier und anderer Leckereien sowie mitunter auch von Bier und Hochprozentigem am Schafsonntag, dem ersten Fastensonntag, widerspricht nicht den Geboten der Fastenzeit, da die Sonntage nicht zur Fastenzeit gerechnet werden.
Siehe auch:
- Kontinentalgermanische Mythologie
- Keltischer Jahreskreis
- Julfest
- Heidentum
- Mamuralia
- Laetare

Eine historische Beschreibung des Burgbrennens findet sich bei Pfarrer Michael Bormann aus Daleiden im „Beitrag zur Geschichte der Ardennen – 2. Teil“ aus dem Jahre 1842. Bormann erwähnt dort eine Urkunde von 1360, in der von großen Feuern, um die man tanzte, berichtet wird. Diese Feuer, auch Hagelfeuer genannt, wurden zur selben Zeit wie die Hütten- und Burgfeuer unter anderem am Krimhildisstuhl gezündet. Sie sind später vom Pfalzgrafen von Zweibrücken am 12. Dezember 1579 verboten worden.
Der Büllinger Pfarrer Arnold Ortmanns publizierte 1904 in seinem Werk Der fränkische Königshof Büllingen eine andere Ursprungstheorie über die Entstehung des Burgfeuers, die keineswegs christlich geprägt ist. Ortmann vermutet zum einen das Fest der Ostara und zum anderen die Raubzüge des französischen Königs Ludwig XIV. als Beginn. „Das Burgfeuer ist wohl zunächst eine Erinnerung an das Fest der Frühjahrs- und Sonnenwende unserer heidnischen Vorfahren und will die Hoffnung auf den baldigen Sieg des Lichtes und der Wärme über die winterliche Finsternis und Kälte ausdrücken. Mit dieser Feier verband sich nach den Raubzügen Ludwigs XIV. von Frankreich das Andenken an das schauerliche Mordbrennen der Kriegshorden, die 1689 in einer Nacht alle Burgen dieser Gegend niederbrannten“.
Matthias Paas aus Hüttingen an der Kyll fand folgendes in alten Verwaltungsakten: „Im Mittelalter herrschte die "Dreifelderwirtschaft". Kunstdünger kannte man noch nicht. Um den ausgelaugten Boden wieder vollwertig zu machen, wurde jedes Jahr ein bestimmter Flur zweimal im Jahr gepflügt, aber nicht bebaut, das heißt, die Äcker wurden "gebracht". Die anderen Fluren waren mit Hackfrüchten bepflanzt oder mit Spelz eingesät. Damit jeder wußte, welcher Flur "gebracht" wurde, zündeten die Eigentümer des Flures am Anfang des Jahres an einer bestimmten Stelle ein großes Feuer (Hett = Stroh und Reisig) an.“

## Ablauf

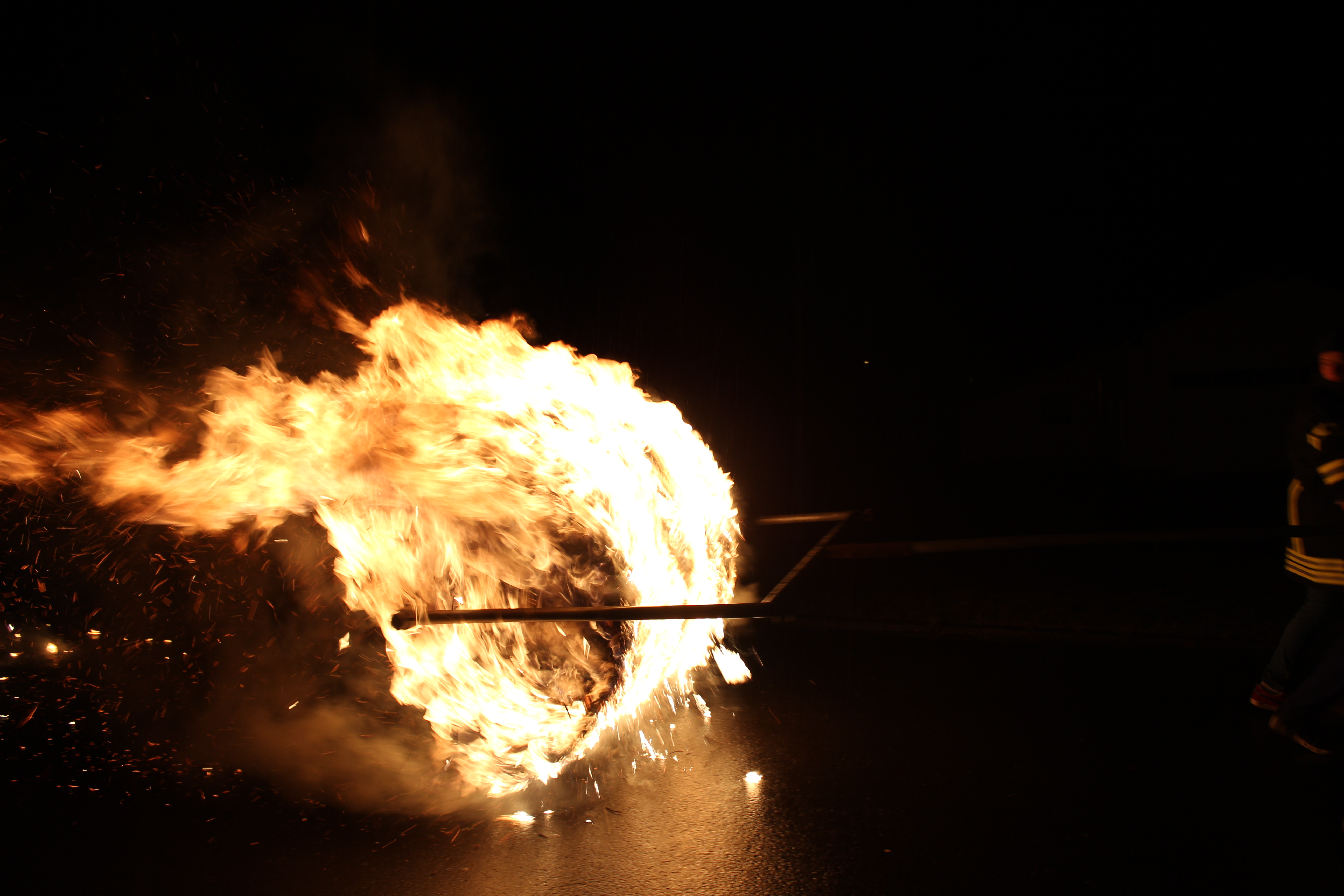
Radscheewen in der Eifel

Das Hüttenbrennen wird in jedem Eifelort unterschiedlich gefeiert. Gemeinsam ist allen Orten, dass die Dorfjugend Stroh und andere brennbare Materialien sammelt. Auf den meisten Dörfern sammelt man das Material nur sonntags; manche tragen aber auch schon viele Wochen vorher gebundenes Reisig aus den nahe gelegenen Fichtenwäldern zusammen. Diese werden dann zu einem aufgeschichteten Haufen, meist auf einer erhabenen Stelle, zusammengetragen, welcher nach Anbruch der Dunkelheit entzündet wird. In vielen Orten wird das Brennmaterial auch mit einem Holzkreuz bestückt, das ebenfalls mit Stroh usw. ausstaffiert wird. An einigen Orten wird bereits samstags mit den Vorbereitungen begonnen.
In manchen Orten, wie Gees, Neroth, Steffeln, Rockeskyll, Walsdorf, Pellingen, Franzenheim (Trier-Saarburg), wird zur Wintervertreibung ein Feuerrad den Berg hinunter gerollt (Moselfränkisch: „Radscheewen, Radscheywen, Radscheiven, Radschiwwele, Raderscheiben“). Das Rad symbolisiert die lebenspendende Frühlingssonne – auch Freudenrad genannt.
Je nachdem in welche Richtung der Rauch während des Hüttenabbrennens zieht, so wird auch der Wind diese Richtung im Frühjahr beibehalten: "Wu den Damp vun der Hett gingät, su de Wand de ganze Virsumer bestäht!" oder "Wie de Wand op Scheefsonndich kent, su kennt hen de janze Virsumer!"
Noch bis in die 1950er Jahre war es in vielen Orten der Eifel üblich, dass singend oder mit lustigen Sprüchen um die Hütte herum getanzt wurde.
Im Anschluss an das Feuer zieht die Dorfjugend in der Regel von Haus zu Haus, um sich für die getane Arbeit die Belohnung abzuholen. Diese besteht in der Regel aus Eiern, die nach dem Einsammeln gemeinsam in Form von Rührei verzehrt werden. Geld wird natürlich auch genommen. An einigen Orten wird das Feuer traditionsgemäß von der Freiwilligen Feuerwehr bereitet, die dann von Haus zu Haus zieht, um sich bewirten zu lassen. Es gibt jedoch auch Orte, in denen die jüngst zugezogenen Einwohner die Jugendlichen bewirten, oder wo nur die Junggesellen die Eier einsammeln und verspeisen dürfen. Heutzutage ist es üblich, nach dem Aufstellen des Kreuzes und entsprechenden Aufschichten des Strohhaufens am Vormittag des Funkensonntags nachmittags im Dorf den Hüttenlohn einzufordern, welcher in Form von rohen Eiern oder Geld erbracht werden kann. Das gemeinsame Essen erfolgt nach dem Abbrennen des Haufens (siehe Bspl. Preist.)
In einzelnen Orten der Eifel ist es Brauch, am Schafsonntagabend bei demjenigen Paar die Eier und Nautzen (Krapfen) zu verspeisen, das zuletzt geheiratet hat oder neu ins Dorf gezogen ist. Teilweise hat sich dies auch in örtliche Lokale usw. verlagert.

### Ablauf in Bildern

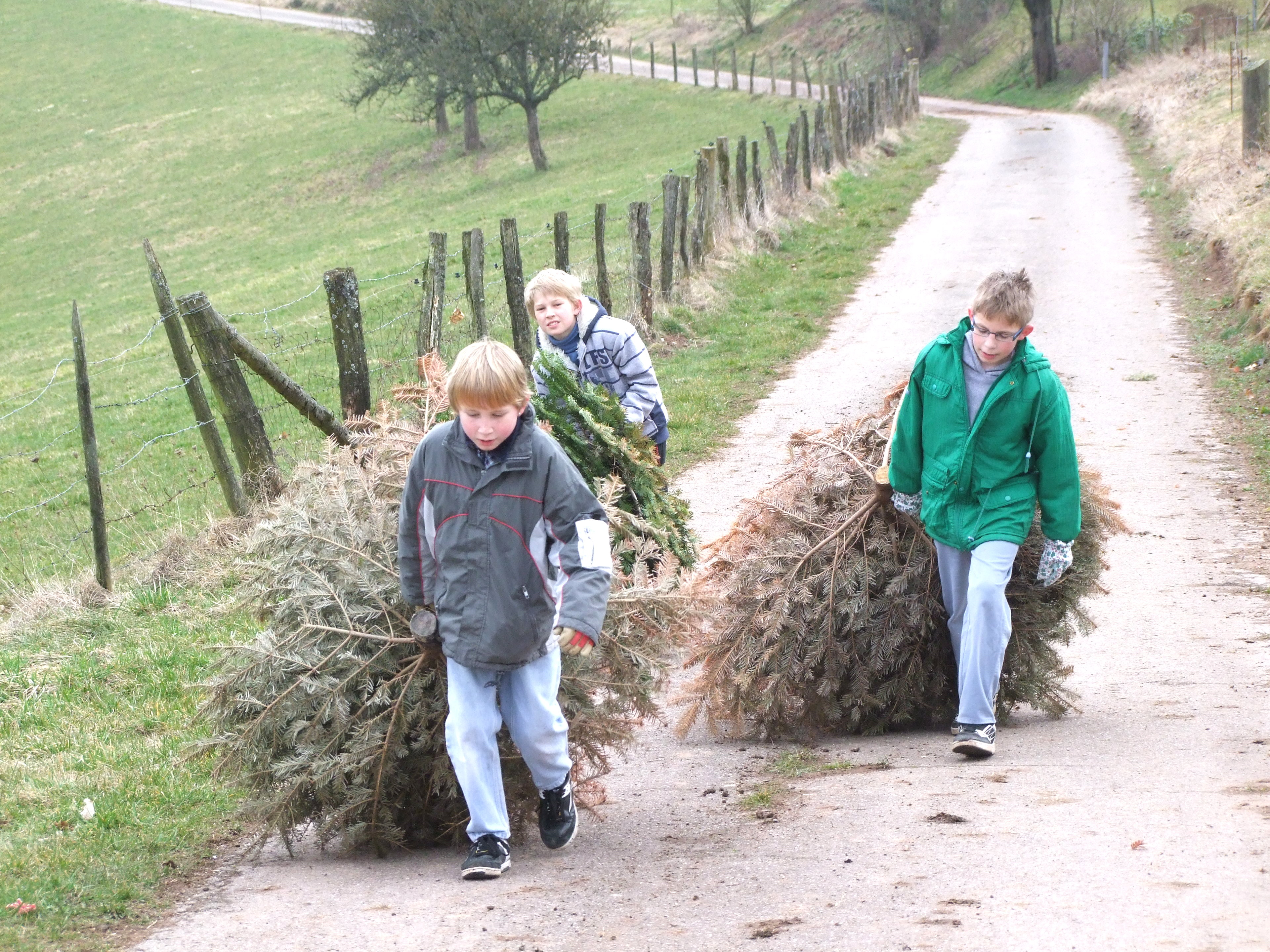
1
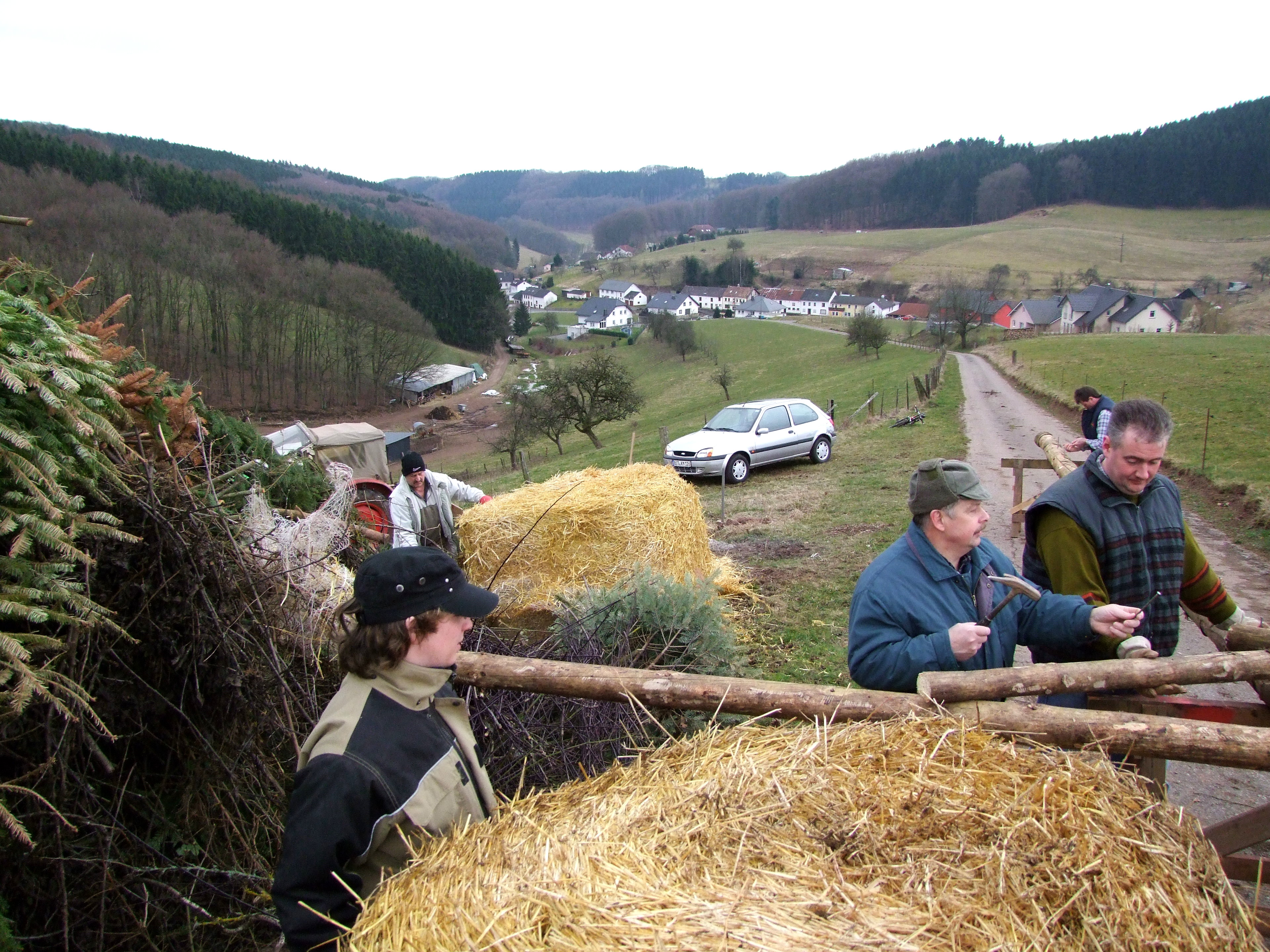
2
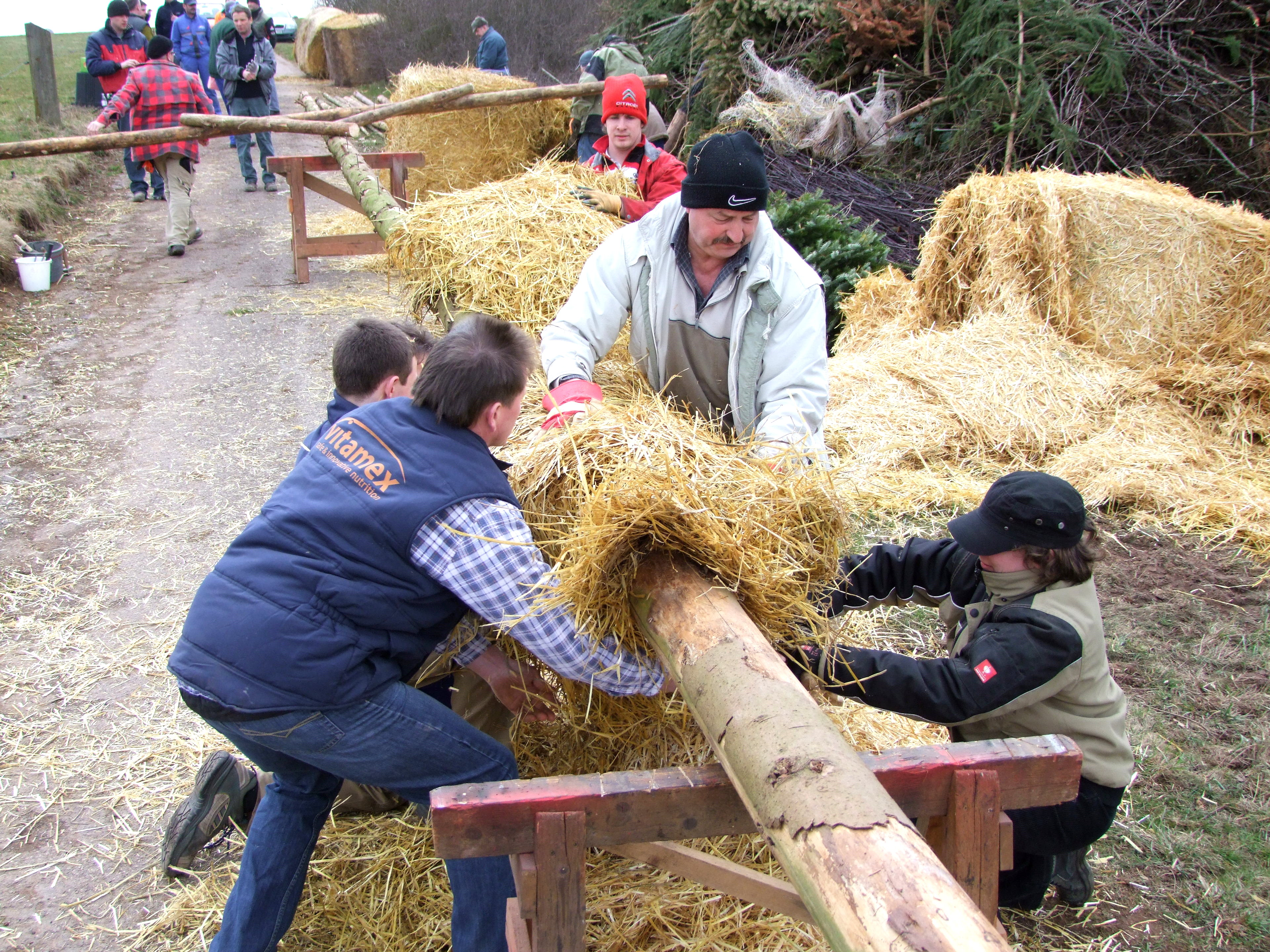
3
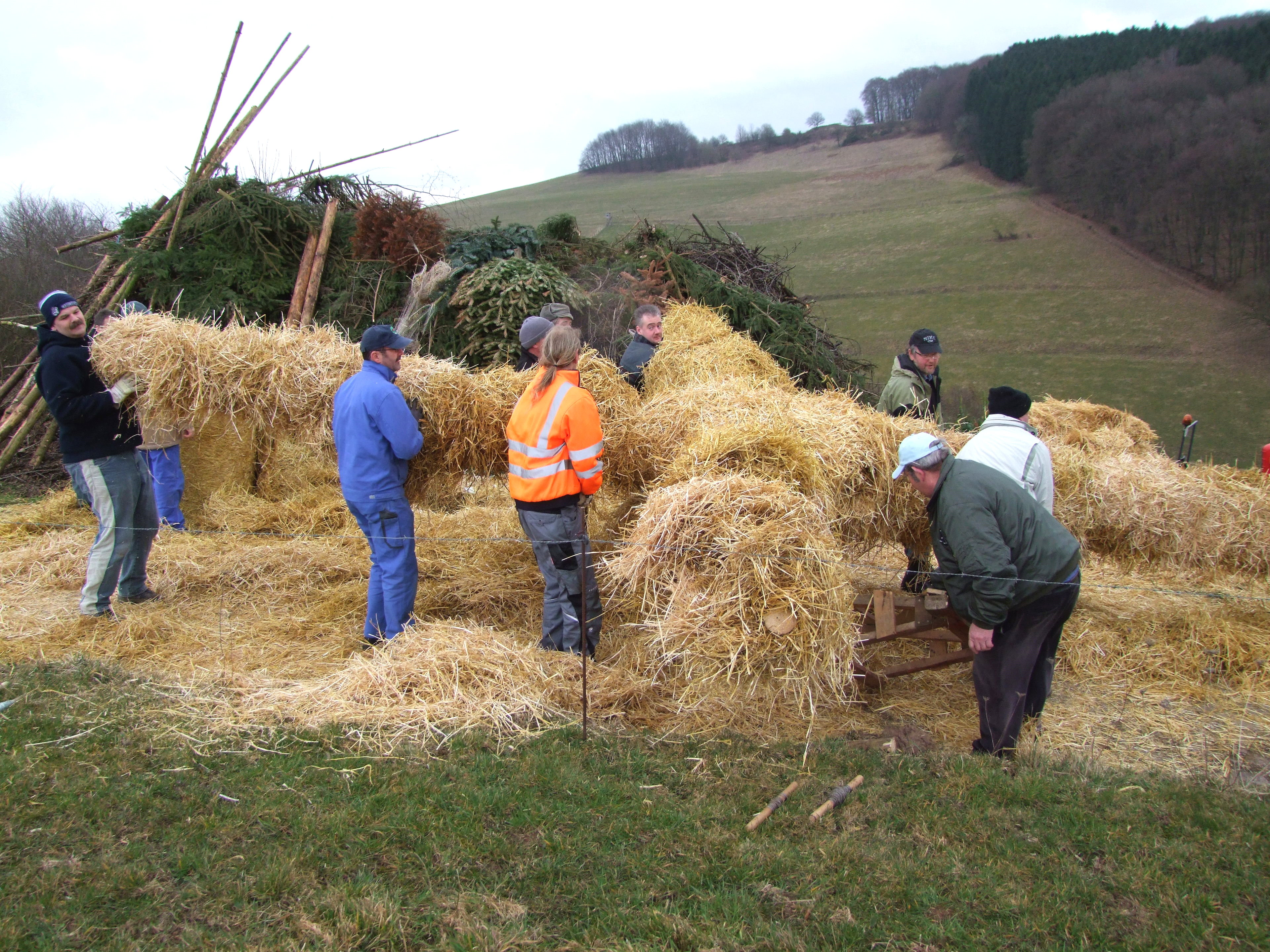
4
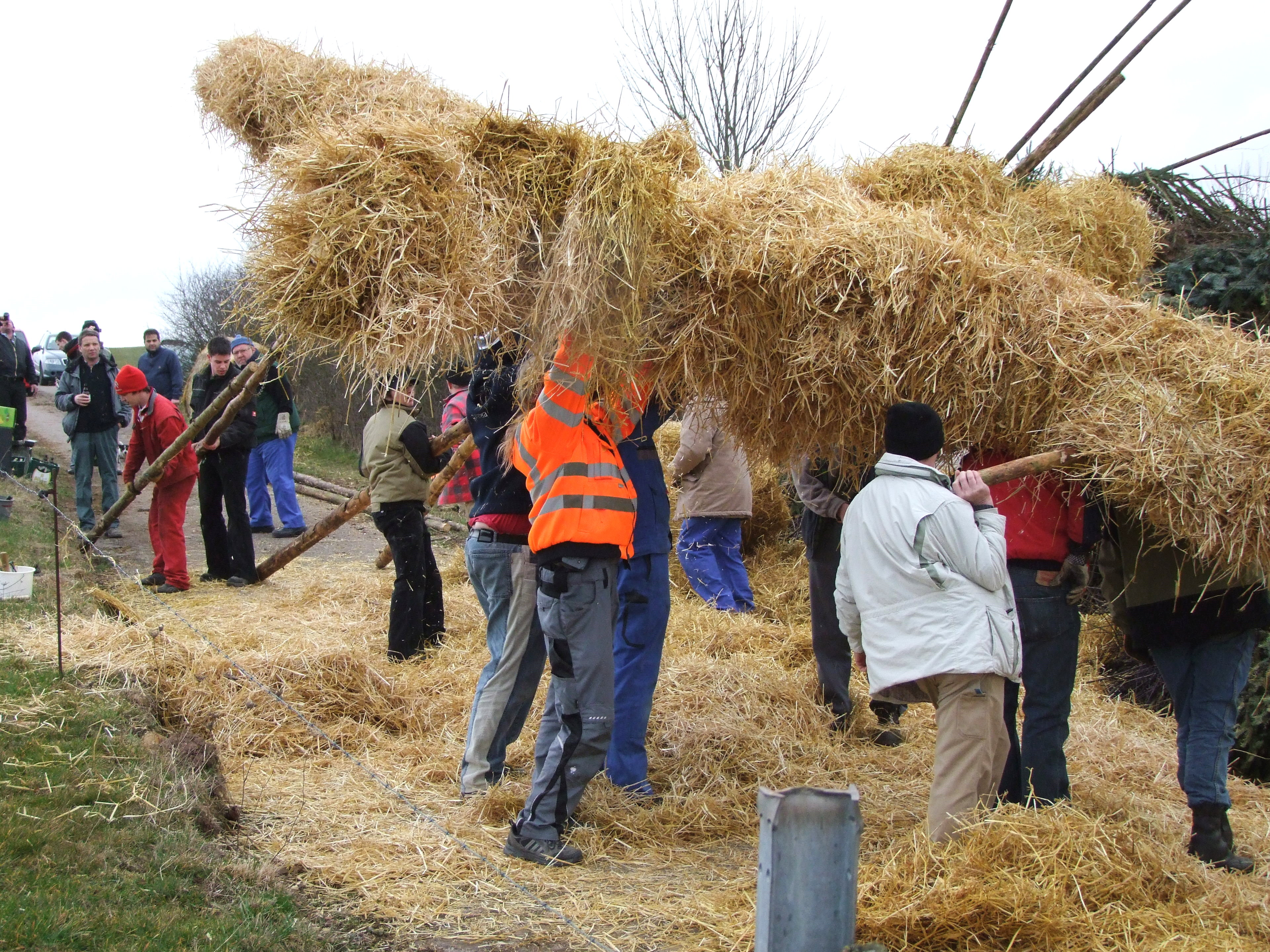
5
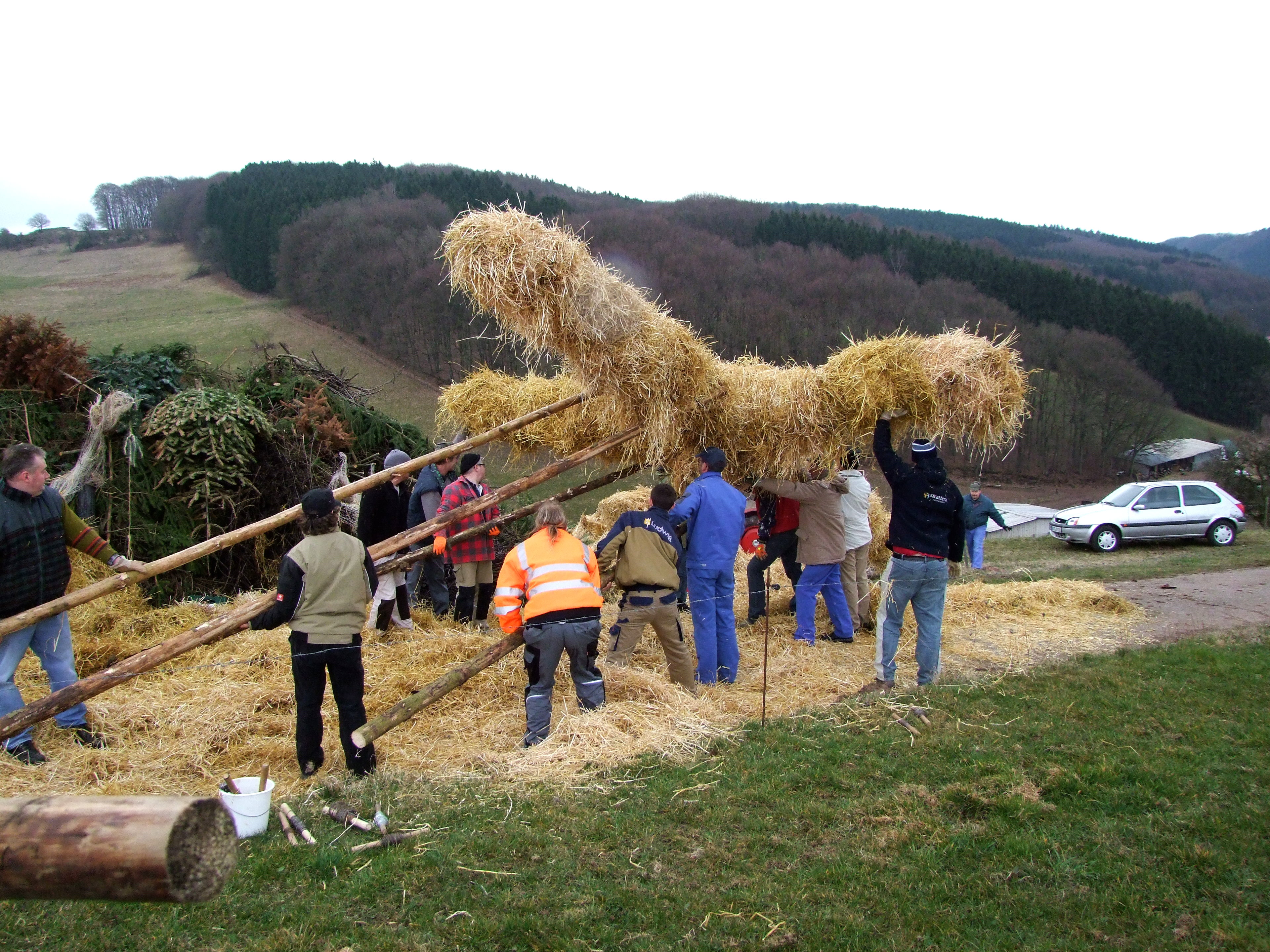
6
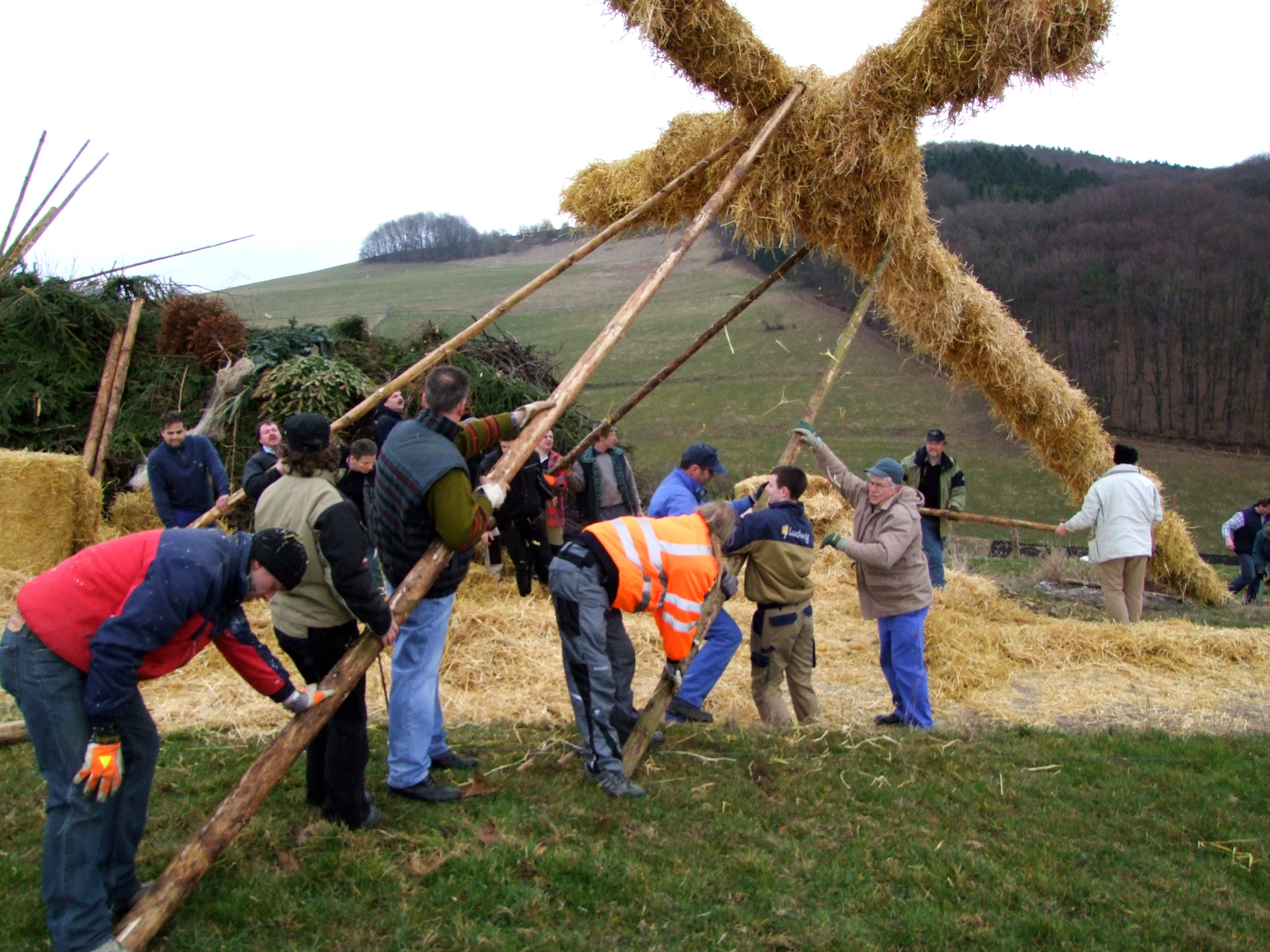
7
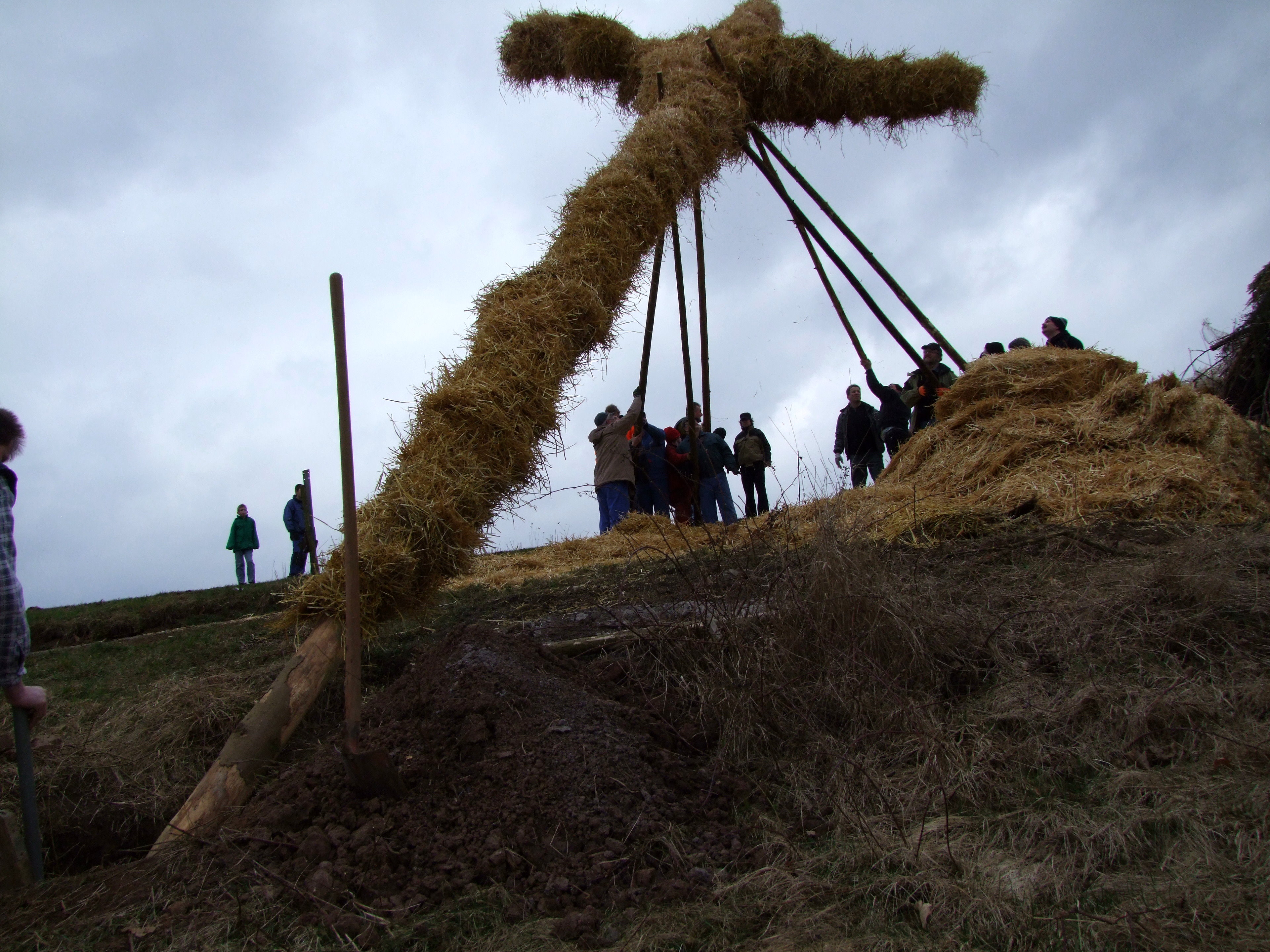
8
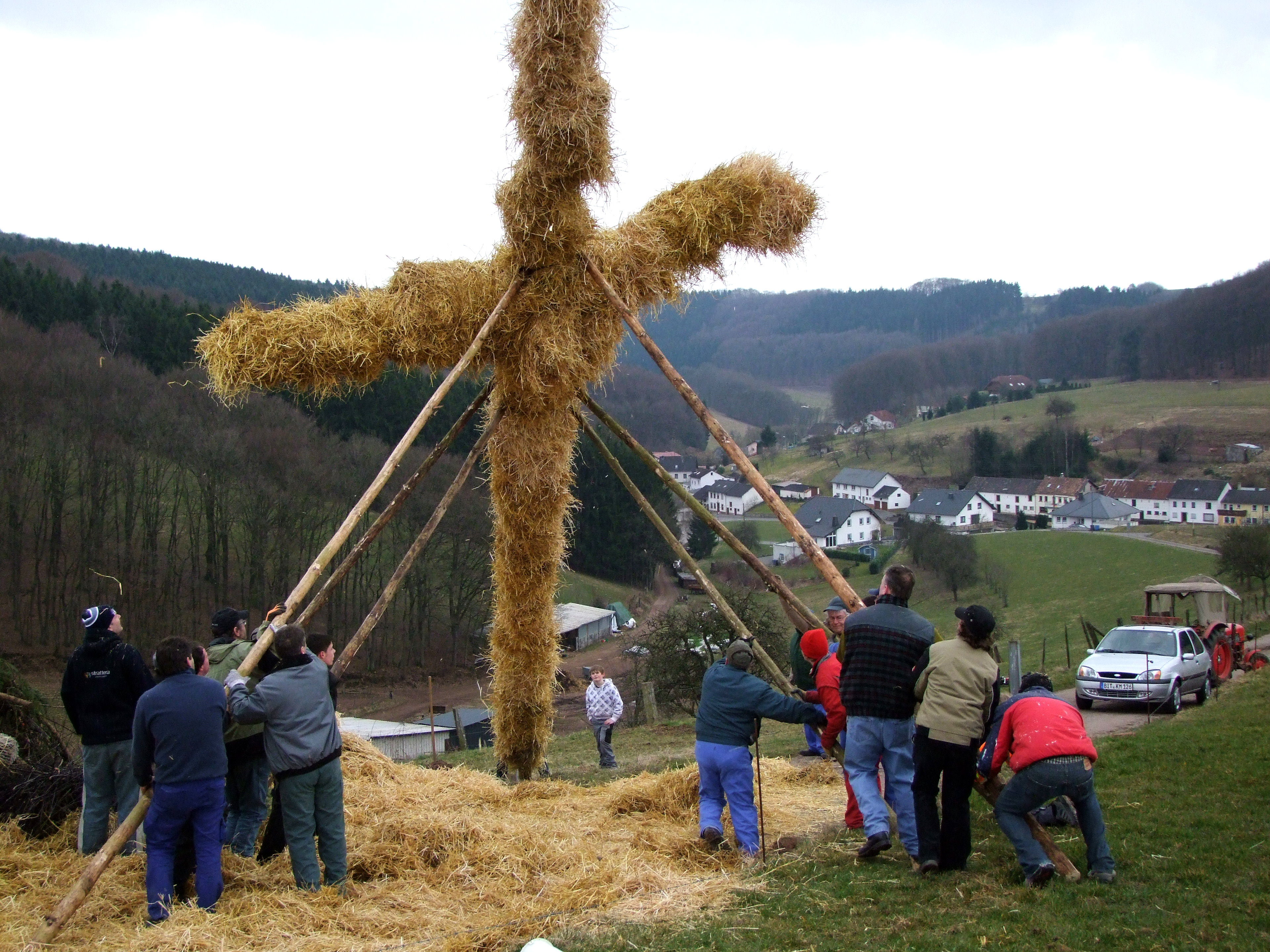
9
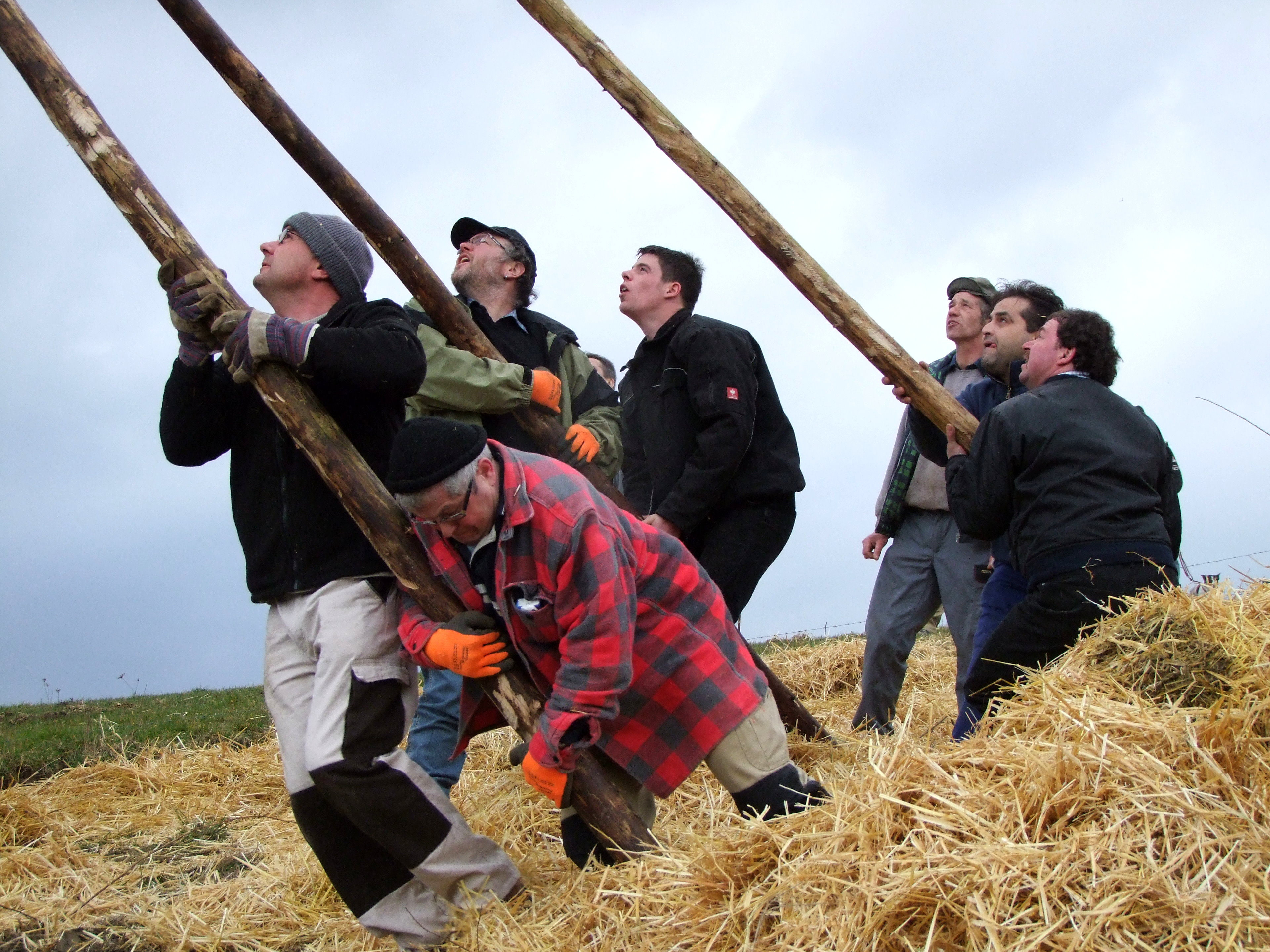
10
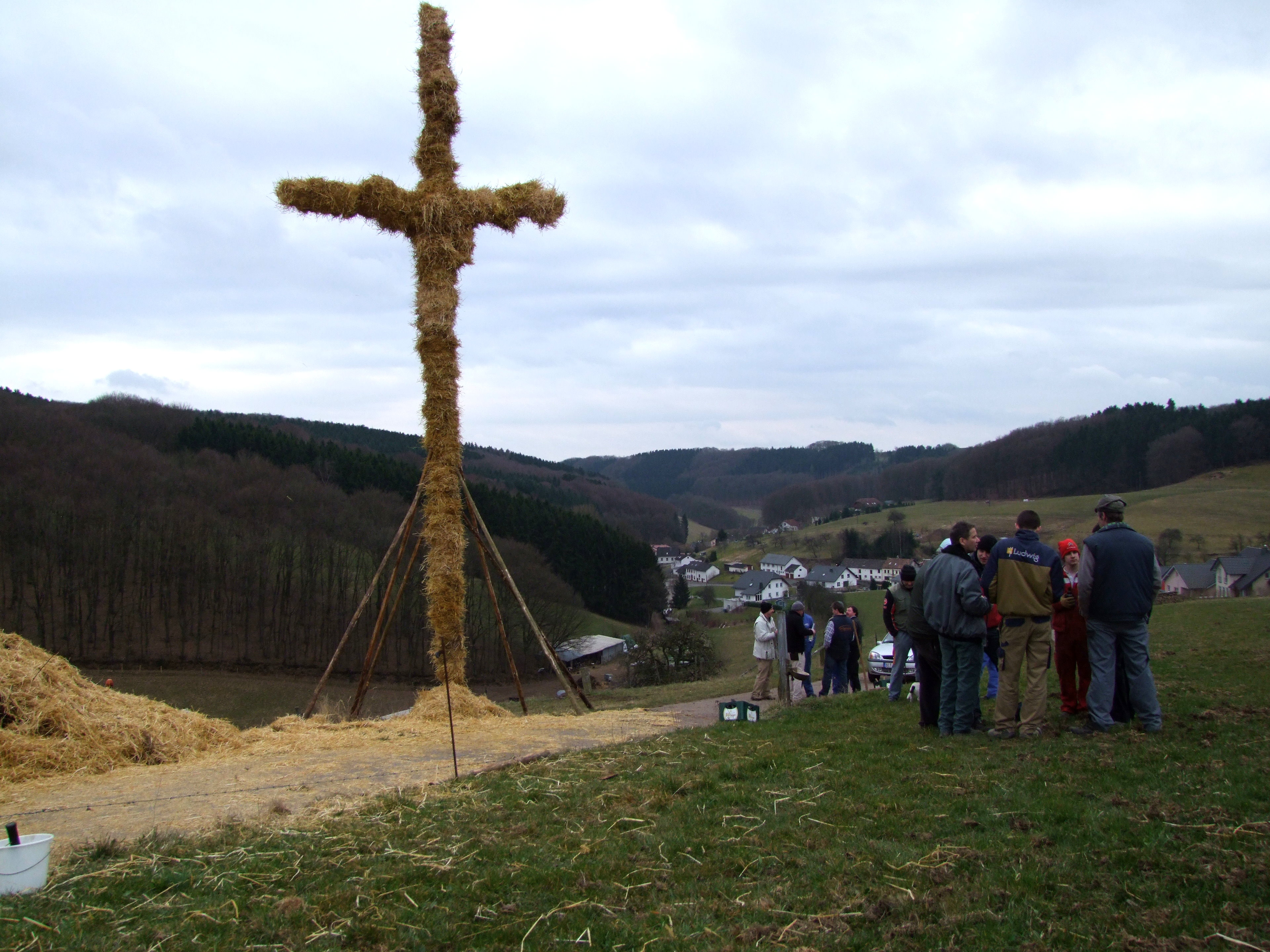
11
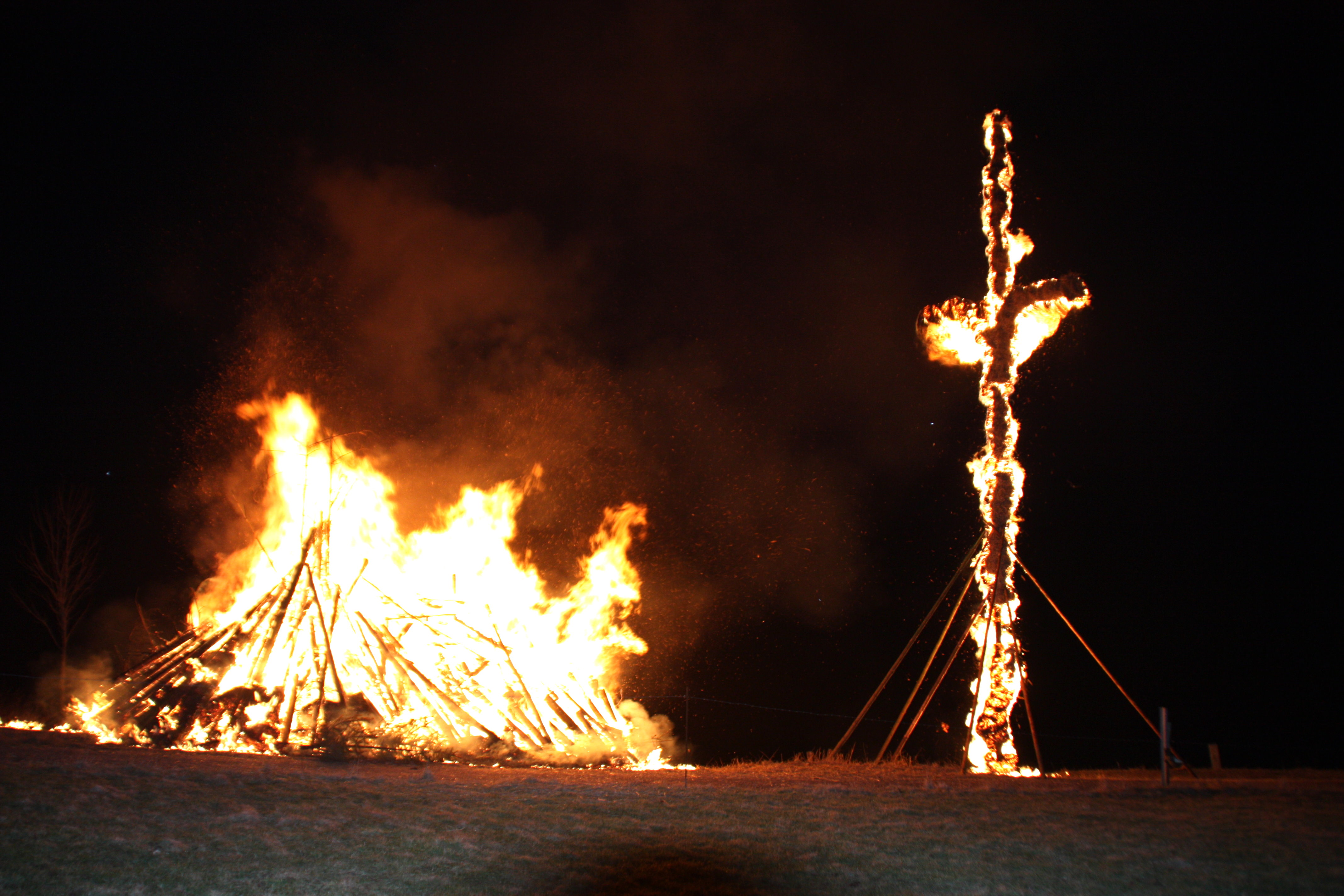
12

## Verse, Sprüche, Lieder
| Ortschaft                               | Heische-/ Bettellieder | Übersetzung | Bedeutung | Bemerkung |
| --------------------------------------- | --- | --- | --- | --- |
| Prümzurlay (Eifel)                      | Eier rouß, Eier rouß, Oder de Wiesel kennt ant Hous, Een Ei, kän Ei, Zwä Eier, Ustaeier, Drei Eier, Klabbaeier, Ver Eier, Hetteneier! | Eier raus, Eier raus, oder der Wiesel kommt ins Haus, ein Ei, kein Ei, zwei Eier, Ostereier, drei Eier, Klappereier, vier Eier, Hütteneier! | Das Interessante am prümzurlayener Spruch ist, dass beim Brauch des Klapperns der gleiche verwendet wird; lediglich die letzten beiden Zeilen werden dabei vertauscht. Dies zeigt auch den Zusammenhang des Brauchtums. | In aller Regel nehmen beim Brauch des Klapperns jüngere Kinder teil (die „Klapperjungen“), die dann ab einem gewissen Alter zu den „Hüttenjungen“ wechseln. Auch dies variiert jedoch von Ort zu Ort. |
| Malbergweich (Eifel)                    | Für den armen Feuermann, wollen wir paar Eier hann. | Für den armen Feuermann, wollen wir ein paar Eier haben. | Feuermann= Anzünder des Hüttenfeuers | ... |
| Utscheid-Rußdorf (Eifel)                | Streißchen ob dem Sterchen, liechten mengem Herrchen. Gelen Foden om dat Hous, dält da Fosicht Ajer ous. Än Äh oder zwäh, drej soll da gewehen, gleckseelisch soll da lewen. Petrus as den hellien Man, deen den Hiemel schlessen kaan. Stellt de Lader un de Wand, hullt eh Meesser an de Hand, schnett en decke fette Greev, dat de Kärchjen iwerlääääft. | Sträußchen auf dem Sternchen, leuchtet meinem Herrn. Gelber Faden um das Haus, teilt zur Fastnacht Eier aus. Ein Ei oder zwei, drei solltet ihr geben, glückselig sollt ihr leben. Petrus ist der heilige Mann, der den Himmel schließen kann. Stellt die Leiter an die Wand, nimm ein Messer in die Hand, schneid eine dicke, fette Griebe, dass die Karre überläuft. | | Möglicherweise gingen früher die Mädchen (wie in Berk und Frauenkron sowie im Kreis Daun) in der Woche vor dem Burgsonntag „heischen“. Der gelbe Faden um das Haus könnte als Bloßstellung eines geizigen Hausherren verstanden werden. Die Farbe Gelb symbolisiert vermutlich Geiz. Im Mittelalter war die Farbe Gelb negativ besetzt; Gelb war die Farbe des Höllenlichts, stand für Gottesfeindschaft und Sünde, für Wollust, Neid, Geld, Pracht, Ketzer, Verräter, Krankheiten und Seuchen (Gelbsucht, Pest, Lepra). Gelb als Farbe der Sonne und des Göttlichen war nur dem kirchlichen Stand vorbehalten. |
| Rhein. Archiv [Bd. 8, S. 803]           | Streißchen ob dem Sterichen, Ech leichten mengem herrichen, E gellen Fodem um et Haus Speck on Aier on Mähl heraus Oder mer schecken euch de Wolf an et Haus. | Sträußchen auf dem Sternchen, Ich leuchte meinem Herrn. Ein gelber Faden um das Haus, Speck und Eier und Mehl heraus, oder wir schicken euch den Wolf in das Haus. | | ... |
| Bitburg und Wittlich (Eifel)            | Streiss-che steht om Sterchen, lichte meinem Herchen, gelle Fodem om et Haus, get de Fosichteier eraus, oder mer schecken eich de Wolf an't Haus! | Sträußchen steht auf dem Sternchen, leuchtet meinem Herrn. Gelber Faden um das Haus, gibt die Fastnachtseier heraus. oder wir schicken euch den Wolf ins Haus. | | Nach Adam Wrede aus Eifler Volkskunde, S. 298: "Jeder der Burschen brachte selber noch ein Gebund Stroh mit; Mädchen sammelten Butter, Speck, Mehl, Eier und Milch. Die eßbaren Gaben wurden im Haus des jüngsten Ehemannes niedergelegt [ ]." |
| Zwischen Bitburg und Gerolstein (Eifel) | Stell de Leider an de Wand, hol dat Messer an de Hand, schned deck, schned denn! Göll`ne Foaden om dat Haus, gef den`n Brenner Aeier raus! | Stell die Leiter an die Wand, nimm das Messer in die Hand, schneide dick, schneide dann! Gelber Faden um das Haus, gib den Hüttenbrennern Eier heraus. | | Nach P. Freppert aus Höttenbrennen ein uralter Brauch der Eifel, Monatszeitschrift Die Eifel, 47. Jg., Nr. 2, Februar 1954, S. 22 |
| Schoden (Trier-Saarburg)                | Herchen un e Frächen, mer söngen em en Eichen; änt sollt er us gewe, lang sollt er lewe; Petrus ös de brave Mann, der den Himmel schleisse kann; owen aus bei Neckels Haus, bei Brockenhaus, do werfen se de Wecke met Schippen eraus! | Herrchen und Frauchen, wir singen um ein Ei-chen; eines solltet ihr uns geben, lange solltet ihr leben; Petrus ist der brave Mann, der den Himmel schließen kann; obenauf bei Neckels Haus, bei Brockenhaus, da werfen sie die Wecken mit Schaufeln hinaus! | | ... |
| Hüttingen an der Kyll (Eifel)           | Hei kommen die Hättinger Jungen, sei heschen Bieren un Bungen. Bieren un Bungen as got Speis, gägisch Noaren sein net weis. Ent, zwei, drei, Hanes komm herbei, schneid en decken Greven an dä Koref, dat en iwa left. | Hier kommen die Hüttinger Jungen, sie heischen Birnen und Bohnen. Birnen und Bohnen ist gute Speise, geckige Narren sind nicht weise. Eins, zwei, drei, Hanes komm herbei, schneid eine dicke Griebe in den Korb, dass er überläuft. | | siehe auch: Birnen, Bohnen und Speck |
| Metterich (Eifel)                       | Heenchen meenchenlai ma'n aichen,eent as keent,zwai as eent,drej sejn en poa,feah geht net doa,fünnef wollema,sächs kremada. | Hühnchen, mein leg mir ein Eilein, eins ist keins, zwei sind eins, drei sind ein paar, vier reichen nicht, fünf wollen wir, sechs bekommen wir. | Oft wird beim schnellen Aufsagen auch ein da in drej sejn en poa eingefügt: drej sejn da en poa | |
| Brecht (Eifel)                          | Hei kommen de Brechter Jungen, sey hächen Bieren un Bungen. Bieren un Bungen as god Speis, Gäken un Nouren gen net weis. Mellich, Mellich, Mehl, Späk un Aier, wehn a laangen Hals hot as a Raier. | Hier kommen die Brechter Jungen, sie heischen Birnen und Bohnen. Birnen und Bohnen ist gute Speise, Gecken und Narren werden nicht weise. Milch, Milch, Mehl, Speck und Eier, wer einen langen Hals hat ist ein Reier. | | siehe auch: Birnen, Bohnen und Speck |
| Rittersdorf (Eifel)                     | Hei kommen de Rickschdorfer Jungen, die heschen Biaren un Bungen. Biaren und Bungen as god Speis Gäken und Noaren genn net weis Meenchen geff man Eichen gack, gack, gack, gack geischen. | Hier kommen die Rittersdorfer Jungen, die heischen Birnen und Bohnen. Birnen und Bohnen ist gute Speise, Gecken und Narren werden nicht weise. Menschlein gib mir Ei-chen, gack, gack, gack, gack geischen. | Wortspiel: geischen= Ei-chen | ... |
| Wilsecker (Eifel)                       | Petrus as en helije Maan, dän os net erliesen kaan. Get os eijer Eia, se woßen op da Scheia. Get os eijer Melich, soß bleif d'r os se schelich. Get os eijer Mähl, soß kum d'r an de Hähl. Get os eijern Schmalz, soß ku ma eich on den Hals. Get os eijern Späck, soß flecht d'r hanner de Häck. | Petrus ist ein heiliger Mann, der uns nicht erlösen kann. Gib uns eure Eier, sie wachsen auf der Scheune. Gib uns eure Milch, sonst bleib ihr uns die schuldig. Gibt uns eurer Mehl, sonst kommt ihr in die Hölle. Gibt uns euren Schmalz, sonst kommen wir euch an den Hals. Gib uns euren Speck, sonst fliegt ihr hinter die Hecke. | ... | ... |
| Ehlenz (Eifel)                          | Hei kommen die Ehlenzer Jungen, se heschen Birebungen; Birebungen as gut Speis, gekig Noren gen net weis; Eier, Botter, Melich, Mehl; wen neist get, den as en Scheəl! | Hier kommen die Ehlenzer Jungen, sie heischen Birnen-Bohnen; Birnen-Bohnen ist gute Speise, geckige Narren werden nicht weise; Eier, Butter, Milch, Mehl, wer nichts gibt, der ist ein Schräger. | scheel als Adjektiv (mit der Bedeutung „schief“, „missgünstig“) | ... |
| Lintgen (Luxemburg)                     | Schedder, Schedder, Schuoder, Wât mer krěen, dǎt huole mer. Bongen a Biren as gutt Speis, Gècken an Nare gin nét weis. Krěe mer èrer Êer kèng, Welle mer érer Diêchter kèng. Mat Hènnen a mat Fèszen, Am Himmel soll der schlèszen. | Schedder, Schedder, Schuoder, was wir kriegen, das holen wir. Bohnen und Birnen ist gute Speise, Gecken und Narren werden nicht weise. Kriegen wir eurer Eier keines, wollen wir eurer Töchter keins. Mit Händen und mit Füssen, im Himmel solltet ihr schliessen. | schlèszen= hinein gehen | ... |
| Eisenschmitt (Bernkastel-Wittlich)      | Gros, Gros, Grum, de Hohner fressen Blum; get mer ebbes an meine Korf; Fra, breng Eier on Speck eraus oder eich scheck ech de Wolf an't Haus! | Große, große, Krume, die Hühner fressen Blumen; gibt mir etwas in meinen Korb; Frau, bring Eier und Speck heraus, oder ich schicke euch den Wolf ins Haus! | Als Grum (Krume) wird das Innere von Backwaren bezeichnet. | ... |
| Auw bei Prüm (Eifel)                    | Groß groß Krummen, de Hohner pecken Dreck. Jett ma eh jut Steck Speck, da jomar von da Dürre weg. | Große, große, Krume, die Hühner picken Dreck. Gibt mir ein gutes Stück Speck, dann gehen wir von der Türe weg. | Als Krummen (Krume) wird das Innere von Backwaren bezeichnet. | ... |
| Kerschenbach (Eifel)                    | Hie kun mer jejange de Burch`eier ze fange, un wenn Ihr oss kein Eier jitt, dan woll mer och ühr Mädcher nett. | Hier kommen wir gegangen, die Burgeier zu fangen; und wenn ihr uns keine Eier gebt, dann wollen wir auch euer Mädchen nicht. | ... | ... |
| Niederweiler (Eifel)                    | Hei kommen de Nearweiler Hette Jung, die häädte gearen hiere Lung. Wufier mier iers su geploocht, senn duarsch Wand un Weada gejocht. | Hier kommen die Niederweiler Hüttenjungen, die hätten gerne ihren Lohn. Wofür wir uns so geplagt, sind durch Wind und Wetter gejagt. | ... | ... |
| Habscheid (Eifel)                       | Eier, Eier, Eier rouß, wä keen Eier jett, krett de Wolef ont Hous. | Eier, Eier, Eier raus, wer keine Eier gibt, kriegt den Wolf ins Haus. | ... | ... |
| Alsdorf (Eifel)                         | De Hett as ouß, Eier rouß, Sieven Eier oder en aal Hohn. | Die Hütte ist aus, Eier raus, Sieben Eier oder ein altes Huhn. | ... | ... |
| Biersdorf am See (Eifel)                | Hei kommen die (Dourfer/Baacher) Jungen, die heschen Biren und Bungen. Biren und Bungen as en got Speis, Gecken un Noren genn net weis. Eier, Mehl, Zucker, Kakau, Geld un Melisch, wern ihrs nejst gett, bleift et schellisch. | Hier kommen die Dourfer/Baacher Jungen, die heischen Birnen und Bohnen. Birnen und Bohnen sind eine gute Speise, Gecken und Narren werden nicht weise. Eier, Mehl, Zucker, Kakao, Geld und Milch, wenn ihr nichts gebt, bleibt es trübe. | ... | ... |
| Schleiden Hellenthal (Eifel)            | Fastelovend os em Gang; stell die Leder an de Wangk, holl e Metzchen en de Hangk, schneck an de lange, loss de kuərten hange, schneck fett, schneck def, schneck en schuən Fastelovendgriefe | Karnevalszeit ist angebrochen; Stell die Leiter an die Wand, hole ein Messerchen in die Hand, schneid in der Länge, laß das Kürzere hängen, schneide fett, schneide tief, schneide einen schönen Fastelovendgrieben | Fastelovend bedeutet: „der Abend vor der Fastenzeit“. fett= großzügig | ... |
| Beckingen, Merzig (Saarland)            | Elo kommen die Beckinger Beiwercher, se häsche Fasentsbredercher, schneid ib, schneid ab, schneid mer en dick Steck en de Sack! | Hier kommen die Beckinger Buben, sie heischen Fastnachtsbrötchen, schneid auf, schneid ab, schneid mir ein dickes Stück in den Sack! | Beiwercher= Buben | ... |
| Berk, Frauenkron (Eifel)                | Hie tredde mr in dessen Hoff, dr Scholzen und r Meier, dr Kaiser und dr Bischof, jet os Hohnereier, jet os e Stöck Speck. Stellt de Leeder an de Wand hollt et Metz in de reeschte Hand, schneggt no de Lange, loot die Kuete hange. Schneggt breit, schneggt deef, dat hätt Jott em Hemmel leef. Sankt Pitter os en johde Mann, denn os waal bedene kann, die Höll die os geschloosen, dr Hemmel steht wek oofen. Jett os jett und loot os john, mir han der Dörre noch mie zo bejohn. | Hier treten wir in dessen Hof, der Scholzen und der Meier, der Kaiser und der Bischof. Gib uns Hühnereier, gib uns ein Stück Speck. Stell die Leiter an die Wand, Hol das Messer in die rechte Hand, schneid nach der Länge, laß das Kurze hängen. schneid breit, schneid tief, dass es halt gut im Himmel läuft. St. Peter ist ein guter Mann, der unsere Wahl bedienen kann. Die Hölle, die ist geschlossen, der Himmel steht weit offen. Gib uns was und laß uns gehen, wir haben der Türen noch mehr zu begehen. | ... | Früher gingen die Mädchen in der Woche vor dem Burgsonntag „heischen“. |

| Ortschaft                                                 | Sprüche beim Strohsammeln | Übersetzung | Bedeutung | Bemerkung |
| --------------------------------------------------------- | --- | --- | --- | --------- |
| Kreis Daun (Eifel)                                        | Strih, strih, Schan-zen, d Nowend gi mer drum dan-zen. Strih, strih, Bei-schen, d Nowend gi mer drum krei-schen. | Stroh, Stroh, Schanzen, heute Abend tanzen wir drumrum. Stroh, Stroh, Beischen, heute Abend gehen wir schreiend drumrum. | ... | ...       |
| Baustert (Eifel)                                          | En Bäht Strieh fier’t Hett ze brennen, de al as verbraant, de nei kent an`t Land. | Ein Ballen Stroh für die Hütte zu brennen, die alte ist verbrannt, die neue kommt ins Land. | ... | ...       |
| Niersbach (Eifel)                                         | De Hett as verbrannt, et kemmt nei ant Land. Ma kommen ophewen, fier et Strieh zu bezollen. | Die Hütte ist verbrannt, es kommt eine neue ins Land. Wir kommen aufheben, für das Stroh zu bezahlen. | ... | ...       |
| Kerschenbach (Eifel)                                      | Strüh, Strüh, zur neuer Burch, die ahl jitt verbrannt, die neu kütt ent Land. Jitt oss eh jot Scheutche, su deck wie en Perdslief, dann jit ühr Kohr och zu allerischt riief. | Stroh, Stroh, zur neuer Burg. Die alte ist verbrannt, die neue kommt ins Land. Gibt uns eine guten Haufen, so dick wie ein Pferdeleib, dann wird euer Korn auch zu allererst reif. | ... | ...       |
| Berk, Frauenkron (Eifel)                                  | Strüh, Strüh zur neuer Burg, die Ahl die es verbrannt, die Neu, die kött in et Land. Jett os en Büedel Strüh, esu deck wie en Perdsliev, dann os ür Koren et nächs Johret alleriescht riief.                                                                                      | Stroh, Stroh zur neuer Burg, die alte, die ist verbrannt, die neue, die kommt in das Land. Gibt uns ein Bündel Stroh, genau so dick wie ein Pferdeleib, dann ist euer Korn im nächsten Jahr am allerersten reif.                                                                                                | ... | ...       |
| Habscheid (Eifel)                                         | Strieh, Strieh zur neijer Burisch, die aal die oss verbraant, die neij die kennt ont Laand. we kee Strieh jet, krett de Lepp verbraant. | Stroh, Stroh zur neuer Burg, die alte, die ist verbrannt, die neue, die kommt ins Land. Wer kein Stroh gibt, bekommt den Leib verbrannt. | ... | ...       |
| Prüm (Eifel)                                              | Strih, Strih, Strih, mer ho ken Burisch mih. De al es verbrannt, et kennt erumme en nei en et Land. Dirre dirre Löwche, get es e kle Schöfche, su döck äs e Perdsleif, da wiərd och ir Kuər dat Johr derirscht reif.                                                              | Stroh, Stroh, Stroh, wir haben keine Burg mehr. Die alte ist verbrannt, es kommt 'mal wieder eine neue in das Land. Teurers, teurers Liebchen (?), gib uns einen kleinen Strohbund, so dick wie ein Pferdeleib, dann wird auch euer Korn dieses Jahr zuerst reif.                                               | ... | ...       |
| St. Vith (Belgien/Eifel)                                  | Strüj, Strüj, zr neuer Burg, de ahl, de oß verbrant, de neu de küt an 't Land. Jet os en Bausch wie e Perdslejf, Da jet ührt Koren am ieschte rejf. - Mer han e Kond vo Strüj jemaht. Wä soll et deufen? D' Häre mot de Kneufen. Wä soll et loven? Stiwelspitter honner dem Owen. | Stroh, Stroh, zur neuer Burg, die alte, die ist verbrannt, die neue, die kommt ins Land. Gibt uns ein Strohbund wie ein Pferdeleib, dann wird euer Korn am ersten reif. Wir haben ein Kind aus Stroh gemacht. Wer soll es taufen? Die Herren mit den Knöpfen Wer soll es loben? Stiefelspitter hinter dem Ofen. | Die Herren (Pastöre) mit den Knöpfen (ihres Talars) Stiefelspitter= einfältiger Mensch | ...       |
| St. Vith (Belgien/Eifel)                                  | Geld, Geld z'r neuer Burg Dat ahlt, dat oß verbrant, Dat neut, dat küt on't Land. Jet us e Schein su grüß wie 't Hand. Da Sit Ihr 't best Lökt em janze Land. | Geld, Geld für die neue Burg. Das alte, das ist verbrannt, das neue, das kommt ins Land. Gib und einen Schein so groß wie die Hand. Dann seid ihr die besten Leute im ganzen Land. | ... | ...       |
| Elsenborn und Bütgenbach (Belgien/Eifel)                  | Strüe, Strüe zor nöjer Boresch! De aalt, de äes verbrannt! De nöj, de könt a Land! Dröm jäet os jett ne schuene Schoof, wi ne Peerdsroof, da wiert örr Kooren on Eeven zeriescht rip sin.                                                                                         | Stroh, Stroh zur neuer Burg! Die alte, die ist verbrannt! Die neue, die kommt ins Land! Drum gibt uns einen schönen Strohbund, wie ein Pferderumpf, dann wird euer Korn alsbald zuerst reif sein. | ... | ...       |
| Rocherath-Krinkelt der Gemeinde Büllingen (Belgien/Eifel) | Strühj, Strüh zom nöje Bau. Die alt, die äs verbrannt, Die nöj, die könnt äent Land. Wäen de meste Schoof jett, Kregt et Koren on de Äwen et ierscht rip. Töllerlöllerlöttche, jett os jet e Schööfche, Dat den Hajel net nedderjeet, Dat den Hajel net nedderschleet.            | Stroh, Stroh, zum neuen Bau. Die alte, die ist verbrannt, die neue, die kommt ins Land. Wer die meisten Strohbündel gibt, bekommt das Korn und die Ähren zuerst reif. Töllerlöllerlöttche, gib uns ein Strohbündel, dass der Hagel nicht niedergeht, dass der Hagel nicht niederschlägt.                        | ... | ...       |
| Niederkorn (Luxemburg)                                    | Stiêreck, Stiêreck! En aner Joer kri der fill Fluös an Wiêreck | Stroh, Stroh! Im anderen Jahr bekommt ihr viel Flachs und Werg | Werg: Als Arbeitsstoff auch Werch, Abwerch, Werrig, Hede oder der Kauder genannt, ist eine niedere Faserqualität, die beim Schwingen, Ribben und Hecheln (Reinigen) von Bastfasern wie Leinen, Hanf oder Jute als Abfall bei der Arbeit anfällt. | ...       |
| Lintgen (Luxemburg)                                       | Mir stirmen, mir stirmen dét Haûs! Gét ons eng Bausch Stré eraûs! | Wir stürmen, wir stürmen dieses Haus! Gebt uns ein Bündel Stroh heraus! | ... | ...       |
| Stahl (Eifel)                                             | De aahl Hoett as owgebrannt, de nei Hoett get oagestoch | Die alte Hütte ist abgebrannt, die neue Hütte wird angesteckt. | ... | ...       |
| Fleringen (Eifel)                                         | Bifle, bifle, Böfchen, get oos e kle Schöfchen! | Bübchen / Knabe, gib uns ein kleines Bündel Stroh. | ... | ...       |

## Ähnliche Bräuche zur gleichen Zeit
- Burgbrennen (Südwest-Deutschland, Luxemburg, Belgien)[40]
- Funkenfeuer, Funkensonntag (Schwäbisch-alemannischen Raum)
- Feuerrad (Westfalen, Hessen, Bayern, Schweiz)
- Biikebrennen (Nordfriesland)
- Hutzelfeuer (Hessen, Thüringen)
- Scheibenschlagen (kleine Teile Tirols in Österreich)
- Chienbäse (Feuerwagenumzug im Bezirk Liestal in der Schweiz)
- Sommergewinn (Eisenach)
- Sommertagszug (Region Mannheim/Heidelberg)
- Winterverbrennung (Südwestdeutschland)

## Verwandte Bräuche
- Percht (Bayern, Österreich)
- Kohlenschlagen (Nordthüringen)
- Todaustragen (einige Teile Mitteleuropas)
- Osterfeuer (Deutschland, Österreich)
- Sonnenvogeljagen (Sauerland/Westfalen)
- Sechseläuten (Zürich in der Schweiz)
- Brezelsingen (Sachsen)
- Chalandamarz (Schweiz)
- Frühlingsfest (fast Weltweit)
- Chinesisches Laternenfest
- Chinesisches Neujahrsfest
- Dita e Verës (Albanien)